# Estadi Haras El-Hodoud
L'Estadi Haras El-Hodoud (àrab: ستاد حرس الحدود, Stād Ḥaras al-Ḥudūd, ‘Estadi de la Guàrdia Fronterera’) és un estadi esportiu de la ciutat d'Alexandria, a Egipte.
Té una capacitat per a 22.000 espectadors i hi juguen com a local els clubs Haras El-Hodood i El Raja Marsa Matruh. Va ser seu de la Copa d'Àfrica de Nacions 2006.